# Arroyo del Fresno
Arroyo del Fresno es un área residencial del municipio de Madrid (España) que forma parte del barrio de Mirasierra, en el distrito de Fuencarral-El Pardo. 

## Etimología
El nombre de esta área residencial deriva de un arroyo cercano, denominado Arroyo del Fresno que actualmente está canalizado bajo el parque lineal y desemboca en el río Manzanares, junto al nudo que une la autovía M-30 con la M-40 y la carretera de El Pardo.

## Historia
En la zona de la estación de Pitis existió históricamente un asentamiento chabolista. El poblado de Pitis se originó en 1987, cuando se desarrollaron en esa zona varios asentamientos informales, donde vivían personas en situación de vulnerabilidad. Este poblado estaba formado por 135 chabolas, visibles desde los trenes de Cercanías Madrid que se dirigen a la sierra de Guadarrama, y sus habitantes eran, en su mayoría, inmigrantes portugueses procedentes de la región de Trás-os-Montes, de poblaciones como Mogadouro, muchos de ellos con numerosos niños.
En el verano de 1995, los propietarios de los terrenos ofrecieron 220 millones de pesetas para facilitar el realojamiento de estas familias en viviendas prefabricadas. El Ayuntamiento de Madrid propuso reubicarlas en el barrio de Las Alamedillas, una zona cercana. No obstante, los vecinos de ese barrio ya habían rechazado una propuesta similar en 1990, cuando se intentó realojar allí a familias gitanas de otro poblado chabolista. Esa propuesta no llegó a materializarse y, finalmente, los habitantes de las chabolas fueron realojadas en distintos puntos de la capital para evitar formar guetos donde se concentra la pobreza y la exclusión social, facilitando así la integración de las familias afectadas.
Arroyo del Fresno es un PAU (Programa de Actuación Urbanística) situado al Noroeste de la ciudad de Madrid. Este PAU empezó a construirse en los años 90 y a efectos prácticos está dividido en dos partes. La primera de ellas, Arroyo del Fresno 1, se sitúa entre las calles Valle de Pinares Llanos, Mirador de la Reina, Ventisquero de la Condesa y Arroyo del Monte, y fue la primera en construirse, finalizando su construcción en 2005.
Arroyo del Fresno 2 es la parte del barrio situada entre la calle Arroyo del Monte y la estación de Pitis, con límites en el campo de Golf de la Real Federación Española de Golf y la entrada de la M-40 en la calle Ventisquero de la Condesa. Se encuentra actualmente en fase de construcción de los edificios, pese a estar completamente urbanizado por el Ayuntamiento de Madrid desde el año 2012.
Los viales de la parte de Arroyo del Fresno 1 deben sus nombres a lugares de la Sierra de Guadarrama y los viales de la parte de Arroyo del Fresno 2 deben sus nombres a mujeres ilustres.
El 13 de febrero de 2019 el pleno de Fuencarral-El Pardo aprobó constituir el barrio de Arroyo del Fresno a propuesta de la Asociación de Vecinos para instar al Ayuntamiento de Madrid a iniciar los trámites para la creación de este nuevo barrio que tenga como límites las dos fases de construcción del PAU homónimo. De esta forma, el barrio limitaría al norte con la M-40, al sur con la calle del Valle de Pinares Llanos, al este con la calle del Arroyo del Monte y el campo de la Real Federación Española de Golf, y al oeste con la avenida de Ventisquero de la Condesa y la plaza Torcuato Fernández-Miranda.

## Educación
- Escuela infantil pública municipal El Fresno
- Escuela infantil privada Bliss Nursery School
- Escuela infantil privada Nursery school Nemomarlin Arroyo del Fresno
- Colegio público de educación infantil y primaria Mirasierra

## Infraestructuras
- Centro de Salud Mirasierra[4]
- Anillo Verde Ciclista
- Campo de golf del Centro Nacional de Golf de la Real Federación Española de Golf
- Parque Arroyo del Fresno Tomás y Valiente[5]
- Parque lineal de Arroyo del Fresno
- Parque Valle de Enmedio
- Instalación deportiva municipal básica del parque Arroyo del Fresno (pista polideportiva y pista de baloncesto)
- Centro cultural Alfredo Kraus
- Comisaría de la Policía Nacional de Fuencarral-El Pardo
- Parroquia Santa Teresa Benedicta De la Cruz
- Depósito de Sacedal de Metro de Madrid

## Transportes

### Cercanías Madrid
Estación de Pitis de Cercanías Madrid, situada junto a la estación de Metro homónima. Permite la conexión con las líneas C-3, C-7 y C-8.

### Metro
- Pitis, Arroyofresno y Lacoma: Línea 7 de Metro de Madrid.
- Mirasierra: Línea 9 de Metro de Madrid.

### Autobuses urbanos
Dentro de la red de la Empresa Municipal de Transportes de Madrid, las siguientes líneas prestan servicio a Arroyo del Fresno:
| Línea | Terminales                      |
| ----- | ------------------------------- |
| 49    | Pitis - Plaza de Castilla       |
| 64    | Pitis - Cuatro Caminos          |
| 82    | Pitis - Moncloa                 |
| 170   | Arroyo del Fresno - Sanchinarro |
| N20   | Pitis - Cibeles                 |
| N21   | Arroyo del Fresno - Cibeles     |